# فرد ليند
فرد ليند (بالإنجليزية: Fred Lind)‏ هو لاعب دوري الرغبي أسترالي، ولد في 1904، وتوفي في 28 فبراير 1976 في Bateau Bay ‏ في أستراليا.